# Bagno di Gavorrano
Bagno di Gavorrano est une frazione située sur la commune de Gavorrano, province de Grosseto, en Toscane, Italie. Au moment du recensement de 2011 sa population était de 3 451 habitants.
Le hameau est situé dans la Maremme grossetaine, dans la plaine en dessous de Monte Alma, et à proximité de la Route nationale 1 Via Aurelia. Le toponyme Bagno ("bain") est dû à la présence de sources thermales. Le village est le centre principal de la municipalité, qui s'est considérablement développée avec les nombreux travailleurs de la mine de pyrite de la société Montecatini.

## Monuments
- Église San Giuseppe : église paroissiale du village conçue par l'ingénieur Ernesto Ganelli (en) et consacrée le 31 mars 1957[1],[2],[3]

## Sports
À Bagno di Gavorrano il y a le Stade Romeo Malservisi-Mario Matteini, domicile du club sportif Unione Sportiva Gavorrano.